# Ножирж, Отакар
Отака́р Ножирж (чеш. Otakar Nožíř; 12 марта 1917, Ледеч-над-Сазавоу — 2 сентября 2006, Оломоуц) — чехословацкий футболист, играл на позиции полузащитника. Участник чемпионата мира 1938 года.

## Биография

### Клубная карьера
В 1934 году Ножирж стал игроком пражской «Славии», в составе которой отыграл семь сезонов. Он был одним из лучших игроков «Славии» в те годы, среди которых были Йозеф Бицан и Властимил Копецкий. В составе «Славии» выиграл три чемпионских титула. В 1941 году перешёл в «Оломоуц», за который в общей сложности играл в течение шести сезонов.

### Карьера в сборной
В составе сборной Чехословакии был участником чемпионата мира 1938 года, но на поле не выходил. За сборную Чехословакии сыграл 2 матча.

### Смерть
Скончался 2 сентября 2006 года в Оломоуце в возрасте 89 лет.

## Достижения
«Славия» (Прага)
- Чемпион Чехословакии/протектората Богемии и Моравии (3): 1937/38, 1939/40, 1940/41
- Обладатель Среднего кубка (1): 1941
- Обладатель Кубка освобождения (1): 1940/41[2],